# La croce dalle sette pietre
La croce dalle sette pietre, noto anche come Il lupo mannaro contro la camorra, è un film horror del 1987, diretto, sceneggiato ed interpretato da Marco Antonio Andolfi, al suo debutto sul grande schermo. È stato prodotto dal Ministero dei Beni Culturali, ma fu proiettato in sole due sale siciliane.
Il film vede come protagonista Marco, un impiegato di banca, al quale viene rubata una croce tempestata di gemme, senza la quale è condannato a trasformarsi in un licantropo. Il film segue la ricerca della croce da parte di Marco che, contemporaneamente, sarà più volte costretto a confrontarsi con alcuni capi della camorra.
Il film ricevette critiche negative in Italia.
Anni dopo, Andolfi decise di rimontare il film, aggiungendogli nuove scene, e lo rinominò Talisman. Nel 2007, a vent'anni di distanza dalla sua uscita, Andolfi girò Riecco Aborym, un mediometraggio che fa da sequel al film.

## Trama
Il film inizia con una setta satanica sadomaso capitanata da un sacerdote che evoca con un rito magico il demone Aborym.
Qualche anno dopo, Marco Sartori, impiegato di banca romano, si reca a Napoli per trovare la cugina Carmela che non vede da diversi anni: incontratala alla stazione ferroviaria, dopo una chiacchierata a un bar, passeggiano per le strade della città partenopea, quando quattro scippatori rubano a Marco una preziosa croce gemmata che porta al collo. Con l'aiuto della polizia, Marco tenta di smascherare i ladri, ma questi hanno già venduto la preziosa croce.
Il giorno seguente, Marco scopre che la ragazza che l'ha atteso alla stazione in realtà non è la cugina, bensì un'amica di quest'ultima, Elena, che probabilmente s'era invaghita di lui. Marco, intanto, decide di proseguire la ricerca della croce. Dopo avere conosciuto in discoteca una ragazza di nome Maria, Marco si reca da un boss della camorra. Quest'ultimo, consapevole del suo mestiere, gli fa un'offerta in cambio d'informazioni: cioè restituirgli un elenco con dei conti in banca in cambio della croce, ma Marco rifiuta e viene malmenato dagli scagnozzi del boss.
La sera successiva, dopo essere stato soccorso e ospitato a casa di Maria, si reca da un ricettatore di nome Totonno ‘o Cafone nella speranza di ritrovare la croce. Disperato, scopre che è già stata venduta da un certo Don Raffaele Esposito, potente boss della camorra proveniente da Somma Vesuviana. A mezzanotte precisa, Marco si trasforma in un lupo mannaro e uccide il ricettatore. Si scopre così, attraverso degli incubi, che Marco è nato da una relazione tra sua madre e il demone Aborym e che è destinato a trasformarsi in lupo mannaro per sempre ogni notte, a meno che non porti addosso la croce gemmata.
Ritornato normale, Marco prosegue la ricerca della croce e giunge fino al cospetto di Don Raffaele Esposito: credendolo un poliziotto, Don Esposito imprigiona Marco, il quale, dopo mezzanotte, riesce a liberarsi trasformandosi in lupo mannaro e massacrando i camorristi.
Dopo avere scoperto che la croce si trova nelle mani di una cartomante romana di nome Armisia, Marco torna a Roma per recuperarla: giunto a casa della donna, si trasforma nuovamente in lupo mannaro e la uccide durante un rapporto sessuale. Grazie all'intervento di Maria, la croce viene recuperata e Marco riacquista il suo aspetto umano. Proprio nel momento in cui Marco ritorna in possesso della croce, il sacerdote a inizio film che aveva evocato Aborym muore in un incidente stradale. Il film termina con Marco e Maria che passeggiano felici in piazza San Pietro e con un'apparizione di Gesù Cristo in trasparenza a simboleggiare la ritrovata serenità del protagonista.

## Produzione

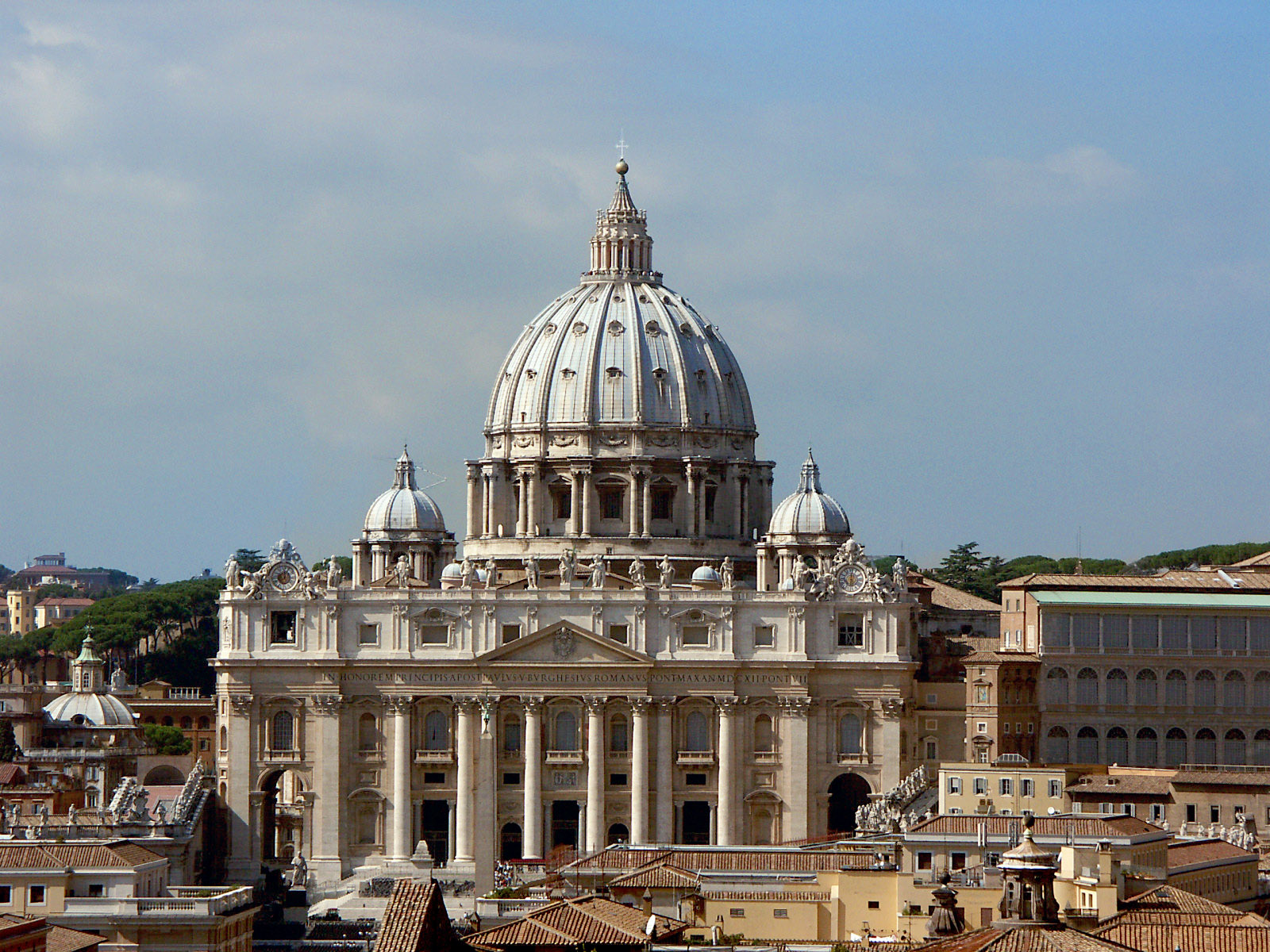
Una veduta della Basilica di San Pietro, località in cui è ambientata l'ultima scena del film.

La croce dalle sette pietre fu il primo film di Andolfi e si basava sull'esperienza personale del regista che, originario di Napoli, era stato spesso a contatto con la malavita e la corruzione. A finanziare il progetto ci fu il Ministero dei Beni Culturali e Andolfi, nel tentativo di risparmiare sul budget, decise di interpretare egli stesso la parte del protagonista, nascondendosi dietro lo pseudonimo Eddy Endolf. Riguardo a questo pseudonimo, il regista dichiarò «Era semplicemente utile per non far capire che ero anche il protagonista, altrimenti le distribuzioni non mi prendevano in esame».
A causa del poco budget a disposizione (circa 150 milioni di lire) e ad alcuni contrasti nello staff tecnico, Andolfi, oltre a ricoprire l'incarico di regista, interprete e sceneggiatore, doppiò sette personaggi, interpretò due ruoli secondari e svolse in due occasioni anche il ruolo di stuntman.
Dopo le riprese, in post-produzione, Andolfi si occupò personalmente della direzione del doppiaggio, sia in lingua italiana che in quella inglese, curò personalmente l'uscita del film al cinema a Palermo e Trapani e le vendite estere per l'home video. Per l'aspetto del licantropo, Andolfi si ispirò alle maschere della mitologia greca e all'iconografia dei Testi sacri. Riguardo alla morale della pellicola, Andolfi disse «Il messaggio finale è Gesù Cristo e il demonio, l'eterna guerra mascherata tra il bene e il male».

### Riprese e rimontaggio successivo
Le riprese avvennero a Napoli, Roma e Città del Vaticano. Andolfi stesso si occupò del montaggio e degli effetti speciali.
Alcuni anni dopo, Andolfi rimontò il film, aggiungendogli alcune scene inedite, e lo rinominò Talisman. Rispetto alla versione originale, in questo rimontaggio il male che pervade il protagonista non è più individuale, bensì si allarga fino a colpire e devastare l'intero continente Africano. Per rappresentare la situazione Africana, Andolfi aggiunse al film anche delle scene tratte da telegiornali e da tagli di altri film.

## Accoglienza

### Critica
Il film ricevette critiche negative in Italia.